# 羅薩里奧德佩里哈市

羅薩里奧德佩里哈市（西班牙語：Municipio Rosario de Perijá），是委內瑞拉的一個市，位於該國西北部蘇利亞州，首府設於羅薩里奧鎮，面積3,543平方公里，海拔高度100米，2008年人口67,712，人口密度每平方公里19,111.49人。
10°23′36″N 72°25′33″W / 10.3934°N 72.4258°W